# Festival Internacional de Cinema de Sant Sebastià 2012
La 60a edició del Festival Internacional de Cinema de Sant Sebastià va tenir lloc entre el 21 i el 29 de setembre de 2012 a Sant Sebastià. La cerimònia d'apertura fou presentada per Bárbara Goenaga, José Coronado i Cayetana Guillén Cuervo i hi van estar presents Richard Gere, Susan Sarandon, Ben Affleck, Tommy Lee Jones, Ewan McGregor, John Travolta, Dustin Hoffman i Oliver Stone.
La Conquilla d'Or fou atorgada a la pel·lícula francesa A la casa de François Ozon, però la resta de pel·lícules espanyoles van copsar els premis més importants. La gala de clausura fou presentada per Edurne Ormazabal i Bárbara Goenaga i s'hi va retre homenatge al director basc Antxon Ezeiza.

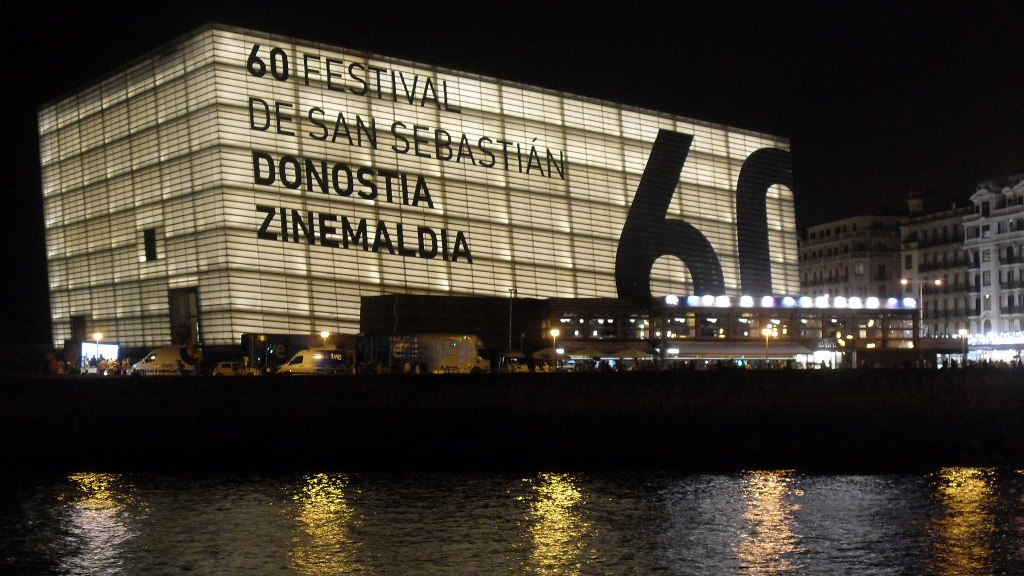

## Jurat

### Jurats de la selecció oficial
- Christine Vachon (presidenta)
- Ricardo Darín
- Michel Gaztambide
- Mia Hansen-Løve
- Peter Suschitzky
- Julie Taymor
- Agustí Villaronga

## Pel·lícules

### Secció Oficial
(14 pel·lícules a concurs)
| Pel·lícula                  | Director            | País                       |
| --------------------------- | ------------------- | -------------------------- |
| Arbitrage                   | Nicholas Jarecki    | Estats Units               |
| Ai de ti shen/All apologies | Emily Tang          | R.P. de la Xina            |
| El artista y la modelo      | Fernando Trueba     | Espanya                    |
| L'attentat                  | Ziad Doueiri        | Líban França Qatar Bèlgica |
| Blancaneu                   | Pablo Berger        | Espanya                    |
| Le Capital                  | Costa-Gavras        | França                     |
| A la casa                   | François Ozon       | França                     |
| Días de pesca               | Carlos Sorín        | Argentina                  |
| Fasle Kargadan              | Bahman Ghobadi      | Turquia                    |
| Foxfire                     | Laurent Cantet      | França Canadà              |
| Hypnotisören                | Lasse Hallström     | Suècia                     |
| Die lebenden                | Barbara Albert      | Àustria                    |
| El muerto y ser feliz       | Javier Rebollo      | Espanya Argentina França   |
| Venuto al mondo             | Sergio Castellitto  | Itàlia Espanya             |
| Fora de concurs:            |                     |                            |
| Argo                        | Ben Affleck         | Estats Units               |
| ¡Atraco!                    | Eduard Cortés       | Espanya Argentina          |
| The Impossible              | Juan Antonio Bayona | Espanya                    |
| Quartet                     | Dustin Hoffman      | Regne Unit                 |

### Perlak
(12 pel·lícules; per completar)
| Pel·lícula        | Director       | País                               |
| ----------------- | -------------- | ---------------------------------- |
| Amor              | Michael Haneke | França Alemanya Àustria            |
| Savages           | Oliver Stone   | Estats Units                       |
| The Sessions      | Ben Lewin      | Estats Units                       |
| The Angel's Share | Ken Loach      | Regne Unit França Bèlgica · Itàlia |

### Retrospectives
- Retrospectiva Clàssica: Georges Franju
- Retrospectives Temàtiques:
  - "Very Funny Things". Nova comèdia americana.
  - En Construcció. Deu anys amb el cinema llatinoamericà.

## Palmarès

### Premis oficials
- Conquilla d'Or: A la casa de François Ozon.
- Premi especial del jurat: Blancaneu de Pablo Berger.
- Conquilla de Plata al millor director: Fernando Trueba per El artista y la modelo.
- Conquilla de Plata a la millor actriu ex aequo:
  - Macarena García per Blancaneu.
  - Katie Coseni per Foxfire.
- Conquilla de Plata al millor actor: José Sacristán per El muerto y ser feliz.
- Premi del jurat a la millor fotografia: Touraj Aslani per Fasle Kargadan.
- Premi del jurat al millor guió: François Ozon per A la casa.
- Menció especial del jurat: L'attentat de Ziad Doueiri.

### Premis no oficials
- Premi Kutxa Nous Directors:
  - Fernando Guzzoni per Carne de Perro  Xile  França  Alemanya
  - Menció especial: Majid Barzegar per Parviz  Iran
  - Menció especial: Adrián Saba per El limpieador  Perú
- Premi Horizontes:
  - El último Elvis (Armando Bo)  Argentina  Estats Units
  - Érase una vez, Verónica (Marcelo Gomes)  Brasil
  - Después de Lucía (Michel Franco)  Mèxic  França
- Premi del públic:
  - Les sessions (Ben Lewin)  Estats Units
  - Premi pel·lícula europea: The angel's share (Ken Loach)  Regne Unit  França  Bèlgica Itàlia
- Premi TVE - Otra Mirada:
  - Shesh Peamim / Six Acts (Jonathan Gurfinkel)  Israel
  - Menció Especial: L'attentat (Ziad Doueiri)  Líban  França  Qatar  Bèlgica
- Premi Euskaltel de la joventut:
  - 7 Cajas (Juan Carlos Maneglia, Tana Schémbori)  Paraguai

### Premi Donostia
- Oliver Stone (Especial 60 Aniversari)
- Ewan McGregor
- Tommy Lee Jones
- John Travolta
- Dustin Hoffman (Especial 60 Aniversari)